# Danilo (football, 1979)
Pour les articles homonymes, voir Danilo.
Danilo, de son vrai nom Danilo Gabriel de Andrade, est un footballeur brésilien né le 11 juin 1979 à São Gotardo. Il joue au poste de milieu offensif.

## Palmarès
- Copa Libertadores
  - Vainqueur : 2005 et 2012
- Championnat du monde des clubs
  - Vainqueur : 2005, 2012
- Recopa Sudamericana
  - Vainqueur : 2013
- Championnat du Brésil
  - Vainqueur : 2006, 2011, 2015 et 2017
- Championnat du Brésil de D2
  - Vainqueur : 1999
- Championnat de São Paulo
  - Vainqueur : 2005, 2013, 2018
- Championnat du Goiás
  - Vainqueur : 1999, 2000, 2001 et 2003
- Copa Centro-Oeste
  - Vainqueur : 2000, 2001 et 2002
- Championnat du Japon
  - Vainqueur : 2007, 2008 et 2009
- Coupe du Japon
  - Vainqueur : 2007
- Supercoupe du Japon
  - Vainqueur : 2007